# Вардино (община Демир Хисар)
 Тази статия е за селото в Северна Македония.  За селото в Гърция вижте Вардино (дем Пеония).  
Ва̀рдино (на македонска литературна норма: Вардино) е село в община Демир Хисар, Северна Македония.

## География
Разположено е в долината на река Църна, отстои на около 4 km източно от град Демир Хисар. Землището на Вардино е 8,8 km2, от които обработваемите площи са 234,8 ha, пасищата заемат 222,7 ha, а горите 385,7 ha.
В селото има Основно училище „Гоце Делчев“ до V отделение, филиално училище на ОУ „Гоце Делчев“ – Демир Хисар. В селото има стара гробищна църква „Свети Никола“ от XIX век и нова „Св. св. Константин и Елена“, построена на мястото на стар разрушен храм.

## История
В 1607 година жителите на Вардино взимат едногодишен заем от вакъфа на Ахмед паша при месджида на шейх Хъзр Бали в Битоля в размер на 500 акчета при лихва от 15% процента. Гаранти за парите са селяните, един за друг. През 1609 година дългът на селото е в размер от 3000 акчета.
В османски данъчни регистри на немюсюлманското население от вилаета Манастир от 1611-1612 година селото е отбелязано под името Вардине с 33 джизие ханета (домакинства).
В XIX век Вардино е изцяло българско село в Битолска кааза, нахия Демир Хисар на Османската империя. Според статистиката на Васил Кънчов („Македония. Етнография и статистика“) от 1900 година Вардино има 200 жители, всички българи християни.
На Етнографската карта на Битолския вилает на Картографския институт в София от 1901 година Вардино е чисто българско село в Битолската каза на Битолския санджак с 30 къщи.
Според Никола Киров („Крушово и борбите му за свобода“) към 1901 година Вардино има 35 български къщи.
Цялото население на селото е под върховенството на Българската екзархия. По данни на секретаря на екзархията Димитър Мишев („La Macédoine et sa Population Chrétienne“) в 1905 година в Вардино има 288 българи екзархисти.
При избухването на Балканската война в 1912 година 5 души от Вардино са доброволци в Македоно-одринското опълчение.
През 1961 година Вардино има 543 жители, които през 1994 намаляват на 327, а според преброяването от 2002 година селото има 266 жители, всички македонци.
| Националност | Всичко |
| македонци    | 266    |
| албанци      | 0      |
| турци        | 0      |
| роми         | 0      |
| власи        | 0      |
| сърби        | 0      |
| бошняци      | 0      |
| други        | 0      |

## Личности
Родени във Вардино
- Ангеле Мицев Ангелев, български революционер от ВМОРО[12]
- Митра Котева Ангелева, българска революционерка от ВМОРО[12]
- Петре Йошев Дунов, български революционер от ВМОРО[13]
- Петре Кузманов Христев, български революционер от ВМОРО[14]
- Стоян Йованов Браянов, български революционер от ВМОРО[12]
- Тодор Христов Груев, български революционер от ВМОРО[13]
- Цветко Ангелов, македоно-одрински опълченец, четата на Алексо Стефанов[15]